# Tiago Mendes
Tiago Cardoso Mendes (Viana Do Castelo, 2. svibnja 1981.) je portugalski umirovljeni nogometaš koji je zadnje nastupao za španjolski nogometni klub Atlético Madrid. Tiago je osam godina igrao za portugalsku nogometnu reprezentaciju.